# Chlorophorus marginalis
Chlorophorus marginalis là một loài bọ cánh cứng trong họ Cerambycidae.